# طور (مقاطعة فراهان)
طور (بالفارسية: طور) هي قرية تقع في مركزي في إيران. يقدر عدد سكانها بـ 854 نسمة بحسب إحصاء 2016.